# 水原西部警察署
水原西部警察署（スウォンソブけいさつしょ）は、京畿地方警察庁所管の警察署である。

## 管轄区域
水原市のうち
- 勧善区坪洞、九雲洞、西屯洞、金好洞、笠北洞
- 八達区梅山洞、高等洞、梅橋洞

## 沿革
- 2007年9月6日 - 開署

## 管轄地区隊
八達区
- 梅山地区隊

## 管轄派出所
勧善区
- 古索派出所
- 西好派出所
- 好梅実派出所
- 堂樹派出所
- 月陂派出所

八達区
- 高等派出所
- 柳川派出所